# Trachyphyllia geoffroyi
Trachyphyllia geoffroyi is een rifkoralensoort uit de familie van de Trachyphylliidae. De wetenschappelijke naam van de soort is voor het eerst geldig gepubliceerd in 1826 door Audouin.
De soort komt voor in de Rode Zee en de Golf van Aden, de Indische Oceaan, in het Indo-Pacifisch gebied, bij Australië, in Zuidoost-Azië, Japan, in de Oost-Chinese Zee en in het Zuidwest-Pacifisch gebied. Ze staat op de Rode Lijst van de IUCN geklasseerd als 'gevoelig'.